# Xã Marshall, Quận White, Arkansas
Xã Marshall (tiếng Anh: Marshall Township) là một xã thuộc quận White, tiểu bang Arkansas, Hoa Kỳ. Năm 2010, dân số của xã này là 910 người.